# パレンシア県
パレンシア県（パレンシアけん、スペイン語: Provincia de Palencia）は、スペインの県。カスティーリャ・イ・レオン州に属する。カンタブリア州、ブルゴス県、バリャドリッド県、レオン県に接している。県都はパレンシア。

## 概要
県内には191の自治体があり、県都以外の重要な自治体には次のものがある。グアルダは鉱業都市で、パレンシアについで人口が多い。アギラール・デ・カンポは県北部の観光地である。エレーラ・デ・ピスエルガは県の山岳地方の入り口で、夏季やカニフェスティバルでにぎわう。ベンタ・デ・バーニョスは鉄道の分岐点となっており、県南部の重要な工業都市である。ビリャムリエル・デ・セラートは県南部に位置し、県都にも近く、ルノーのパレンシア工場がある。セルベーラ・デ・ピスエルガはパレンシア県の山岳地方の中心地で、バルエーロ・デ・サントゥジャンは鉱山町で、1960年代までは県都以外では最多の人口を抱えていた。

## 人口
| パレンシア県の人口推移 1900－2010                       |
|                                                         |
| 出典:INE（スペイン国立統計局）1900年 - 1991年、1996年 - |

## 行政区画
県都のパレンシアに人口の約45%が住む。191のムニシピオ（基礎自治体）があり、半分以上は人口200人未満で、県都以外には人口1万人以上の自治体はない。

### 主な自治体
| 順位 | 基礎自治体                   | 人口 （2010年） |
| ---- | ---------------------------- | --------------- |
| 1    | パレンシア                   | 82,169          |
| 2    | グアルド                     | 7,297           |
| 3    | アギラール・デ・カンポ       | 7,221           |
| 4    | ベンタ・デ・バーニョス       | 6,433           |
| 5    | ビジャムリエル・デ・セラート | 6,233           |
| 6    | サルダーニャ                 | 3,039           |
| 7    | ドゥエーニャス               | 2,922           |
| 8    | セルベーラ・デ・ピスエルガ   | 2,579           |
| 9    | エレーラ・デ・ピスエルガ     | 2,348           |
| 10   | カリオン・デ・ロス・コンデス | 2,279           |

### 司法管轄区
県内は3司法管轄区に分けられる。太字は中心自治体。
1. パレンシア司法管轄区[6] - アバルカ・デ・カンポス、アルバ・デ・セラート、アマジュエーラス・デ・アリーバ、アンプディア、アムスコ、アンティグエダ、アストゥディージョ、アウティージャ・デル・ピノ、アウティージョ・デ・カンポス、バルタナス、バケリン・デ・カンポス、ベセリル・デ・カンポス、ベルモンテ・デ・カンポス、ボアーダ・デ・カンポス、ボアディージャ・デ・リオセコ、ボアディージャ・デル・カンポ、カピージャス、カルデニョーサ・デ・ボルペヘーラ、カスティル・デ・ベラ、カストリージョ・デ・ドン・フアン、カストリージョ・デ・オニエーロ、カストロモーチョ、セビーコ・デ・ラ・トーレ、セビーコ・ナベーロ、シスネーロス、コボス・デ・セラート、コルドビージャ・ラ・レアル、クビージャス・デ・セラート、ドゥエーニャス、エスピノーサ・デ・セラート、フレチージャ、フロミスタ、フエンテス・デ・ナバ、フエンテス・デ・バルデペーロ、グリホータ、グアサ・デ・カンポス、エルメデス・デ・セラート、エレーラ・デ・バルデカーニャス、オントリア・デ・セラート、オルニージョス・デ・セラート、ウシージョス、イテーロ・デ・ラ・ベガ、ランタディージャ、マガス・デ・ピスエルガ、マンキージョス、マルシージャ・デ・カンポス、マサリエーゴス、マスエーコス・デ・バルデヒナーテ、メルガール・デ・ジュソ、メネセス・デ・カンポス、モンソン・デ・カンポス、パレンシア、パレンスエラ、パレーデス・デ・ナバ、ペドラサ・デ・カンポス、ペラーレス、ピーニャ・デ・カンポス、ポブラション・デ・カンポス、ポブラション・デ・セラート、ポソ・デ・ウラーマ、キンターナ・デル・プエンテ、レイノーソ・デ・セラート、レケーナ・デ・カンポス、リバス・デ・カンポス、サン・セブリアン・デ・カンポス、サン・ロマン・デ・ラ・クーバ、サンタ・セシリア・デル・アルコル、サントージョ、ソト・デ・セラート、タバネーラ・デ・セラート、タマラ・デ・カンポス、タリエーゴ・デ・セラート、トルケマーダ、トレモルモホン、バルブエーナ・デ・ピスエルガ、バルデオルミージョス、バジェ・デ・セラート、バジェ・デル・レトルティージョ、ベンタ・デ・バーニョス、ベルタビージョ、ビジャシダレール、ビジャコナンシオ、ビジャーダ、ビジャアン、ビジャラーコ、ビジャルコン、ビジャロボン、ビジャマルティン・デ・カンポス、ビジャメディアーナ、ビジャムリエル・デ・セラート、ビジャヌエバ・デル・レボジャール、ビジャラミエル、ビジャウンブラーレス、ビジャビウダス、ビジェリーアス・デ・カンポス、ビジョドレ、ビジョドリーゴ
2. カリオン・デ・ロス・コンデス司法管轄区[7] - アビア・デ・ラス・トーレス、アルコナーダ、アジュエーラ、バルセナ・デ・カンポス、バスコネス・デ・オヘーダ、ブエナビスタ・デ・バルダビア、ブスティージョ・デ・ラ・ベガ、ブスティージョ・デル・パラモ・デ・カリオン、カラオーラ・デ・ボエード、カルサーダ・デ・ロス・モリーノス、カリオン・デ・ロス・コンデス、カストリージョ・デ・ビジャベーガ、セルバートス・デ・ラ・クエサ、コジャソス・デ・ボエード、コンゴスト・デ・バルダビア、エスピノーサ・デ・ビジャゴンサーロ、エレーラ・デ・ピスエルガ、ラガルトス、レディーゴス、ロマ・デ・ウシエーサ、ロマス、モラティーノス、ノガル・デ・ラス・ウエルタス、オレーア・デ・ボエード、オソルニージョ、オソルノ・ラ・マジョール、パラモ・デ・ボエード、ペドローサ・デ・ラ・ベガ、ピノ・デル・リオ、ポブラション・デ・アロージョ、ポサ・デ・ラ・ベガ、ラ・プエブラ・デ・バルダビア、キンタニージャ・デ・オンソーニャ、レネード・デ・ラ・ベガ、レベンガ・デ・カンポス、レビージャ・デ・コジャソス、リベーロス・デ・ラ・クエサ、サルダーニャ、サン・クリストーバル・デ・ボエード、サン・マメス・デ・カンポス、サンタ・クルス・デ・ボエード、サンテルバス・デ・ラ・ベガ、ラ・セルナ、ソトバニャード・イ・プリオラート、タバネーラ・デ・バルダビア、バルデラバノ、バルデ＝ウシエーサ、ビジャバスタ・デ・バルダビア、ビジャエーレス・デ・バルダビア、ビジャエレーロス、ビジャルカサル・デ・シルガ、ビジャルエンガ・デ・ラ・ベガ、ビジャメリエル、ビジャモロンタ、ビジャムエーラ・デ・ラ・クエサ、ビジャヌーニョ・デ・バルダビア、ビジャプロベード、ビジャルメンテーロ・デ・カンポス、ビジャラベー、ビジャサラシーノ、ビジャシーラ・デ・バルダビア、ビジャトゥルデ、ビジョルド、ビジョータ・デル・パラモ、ビジョビエーコ
3. セルベーラ・デ・ピスエルガ司法管轄区[8] - アギラール・デ・カンポー、アラール・デル・レイ、バルエーロ・デ・サントゥジャン、ベルソシージャ、ブラニョセーラ、カストレホン・デ・ラ・ペーニャ、セルベーラ・デ・ピスエルガ、デエーサ・モンテッホ、デエーサ・デ・ロマーノス、フレスノ・デル・リオ、グアルド、マンティーノス、ミシエセス・デ・オヘーダ、ムダー、オルモス・デ・オヘーダ、パジョ・デ・オヘーダ、ラ・ペルニーア、ポレンティーノス、ポマール・デ・バルディビア、プラダノス・デ・オヘーダ、レスペンダ・デ・ラ・ペーニャ、サリーナス・デ・ピスエルガ、サン・セブリアン・デ・ムダー、サンティバニェス・デ・エクラ、サンティバニェス・デ・ラ・ペーニャ、トリオージョ、ベリージャ・デル・リオ・カリオン、ラ・ビッド・デ・オヘーダ、ビジャルバ・デ・グアルド